# Камышеватский район
Камышеватский район — административно-территориальная единица в составе Азово-Черноморского и Краснодарского краёв, существовавшая в 1935—1953 годах. Центр — станица Камышеватская
Камышеватский район был образован 1 апреля 1935 года в составе Азово-Черноморского края путём выделения из Ейского района. В его состав вошли 3 сельсовета: Должанский, Камышеватский и Моревский.
13 сентября 1937 года Камышеватский район вошёл в состав Краснодарского края.
22 августа 1953 года Камышеватский район был упразднён. Его территория в полном составе была передана в Ейский район.